# Orvasca primula
Orvasca primula är en fjärilsart som beskrevs av Holloway 1999. Orvasca primula ingår i släktet Orvasca och familjen tofsspinnare. Inga underarter finns listade i Catalogue of Life.